# Nether Denton
Nether Denton est une paroisse civile de Cumbria, située dans le nord-ouest de l'Angleterre.